# Toxorhynchites superbus
Toxorhynchites superbus är en tvåvingeart som först beskrevs av Dyar och Frederick Knab 1906.  Toxorhynchites superbus ingår i släktet Toxorhynchites och familjen stickmyggor. Inga underarter finns listade i Catalogue of Life.